# Беспалов, Виктор Яковлевич
 Виктор Яковлевич Беспалов  (род. март 1937, Комсомольск-на-Амуре, Дальневосточный край, СССР) — учёный-электромеханик, заслуженный работник высшей школы Российской Федерации, действительный член Академии электротехнических наук РФ, доктор технических наук, профессор Московского энергетического института.

## Биография
Виктор Яковлевич Беспалов родился в 1937 году в городе Комсомольске-на-Амуре. В 1960 году окончил Московский энергетический институт (МЭИ). В 1965—1966 годах проходил стажировку в США. С 1968 года работает на кафедре электромеханики, в этом же году окончил аспирантуру МЭИ.
В 1968 году защитил кандидатскую диссертацию, связанную с разработкой и исследованием новых типов электрических машин, в 1992 году защитил докторскую диссертацию на тему: «Асинхронные машины для динамических режимов работы: вопросы теории, математического моделирования и разработки». Получил учёное звание доктора технических наук. С 1992 года — профессор кафедры электромеханики МЭИ.
Под руководством В. Я. Беспалова в институте было подготовлено и защищено 30 кандидатских диссертаций. Новые электрические машины, созданные под его руководством экспонировались на ВДНХ и отмечались медалями.
Область научных интересов: двигатели для горных машин и тяжелых транспортных средств, сложные динамические режимы электрических машин, их оптимальное проектирование, совместная работа электрических машин с полупроводниковыми преобразователями, магнитные потерь при несинусоидальных полях, миниатюрные электромеханические преобразователи и др.
В. Я. Беспалов является членом НТС промышленных организаций и диссертационных советов вузов, в разное время входил в состав научно-методического совета Минвуза СССР и технико-экономического совета Минэлектротехпрома СССР. В настоящее время он — академик-секретарь отделения «Электромеханика и силовая преобразовательная техника в промышленности» Академии электротехнических наук РФ, член редколлегий журналов «Электротехника» и «Известия вузов. Электромеханика», «Электричество», председатель диссертационного совета МЭИ по присуждению ученых степеней, член международной организации IEEE, имеет статус Senior Member.

## Награды и звания
- Заслуженный работник высшей школы Российской Федерации.
- «Заслуженный профессор МЭИ».
- Премия «Почёт и признание».
- Медаль «За заслуги в электротехнике».
- Медаль «80 лет ГОЭЛРО».

## Труды
- Беспалов В. Я. О некоторых линейных преобразованиях дифференциальных уравнений электрических машин переменного тока. Изв. вузов. Электромеханика, 1967, №I, с.1229-1236.
- Беспалов В. Я. Разработка высокоэффективных асинхронных двигателей для быстродействующих механизмов.//Исследование и расчет электромеханических преобразователей энергии. Сб. науч. трудов № 196. МЭИ. 1989, с.50-55.
- Беспалов В. Я., Анфиногентов О. Н., Мощинский Ю. А. Расчет потерь в стали в переходных режимах работы асинхронных двигателей. Изв. вузов. Электромеханика, 1984, № 1, с.38-43.
- Беспалов В. Я., Введенская Е. В., Максимкин B. Метод расчета характеристик асинхронных двигателей при стохастических нагрузках. Электричество, 1988, № 2, с.64-68.
- Беспалов В. Я., Горягин В. Ф., Дунайкина Е. А. О целесообразности изменения типов номинальных режимов работы электрических машин. Электротехника,1990, № 6, с.32-36.
- Беспалов В. Я., Дунайкина Е. А., Хамдо Д. М. Особенности анализа конденсаторного асинхронного двигателя с учетом насыщения и анизотропии магнитопровода статора. Изв. вузов. Энергетика, 1982, № 10, с. 31-36.
- Беспалов В. Л., Копылов И. П. Переходные процессы в асинхронных двигателях при несинусоидальном напряжении. Электричество, 1971, № 8, с. 41-44.
- Беспалов В. Я., Костина О. И. Высшие гармоники поля в несимметричной асинхронной машине. Труды МЭИ. Электромеханические устройства с цифровым управлением. 1975, вып. 202, с. 121—127.
- Беспалов В. Я. и др. Влияние случайной составляющей нагрузочного момента на характеристики асинхронного двигателя в нестационарных режимах, изв.вузов. Электромеханика, 1990, Ж, с. 20-26.
- Беспалов В. Я., Маринин Ю. С. Математическая модель петли гистерезиса в переходных режимах. Изв. вузов. Электромеханика, 1982, М, с.8-15.
- Беспалов В. Я., Цаншнян Л. Х., Соколова Е. М. Метод расчета статических характеристик асинхронных двигателей, управляемых тиристорами. Электричество, 1979, № 7, с.34-39.